# Senecio pulicarioides
Senecio pulicarioides là một loài thực vật có hoa trong họ Cúc. Loài này được Baker mô tả khoa học đầu tiên.